# Mučednice z Compiègne

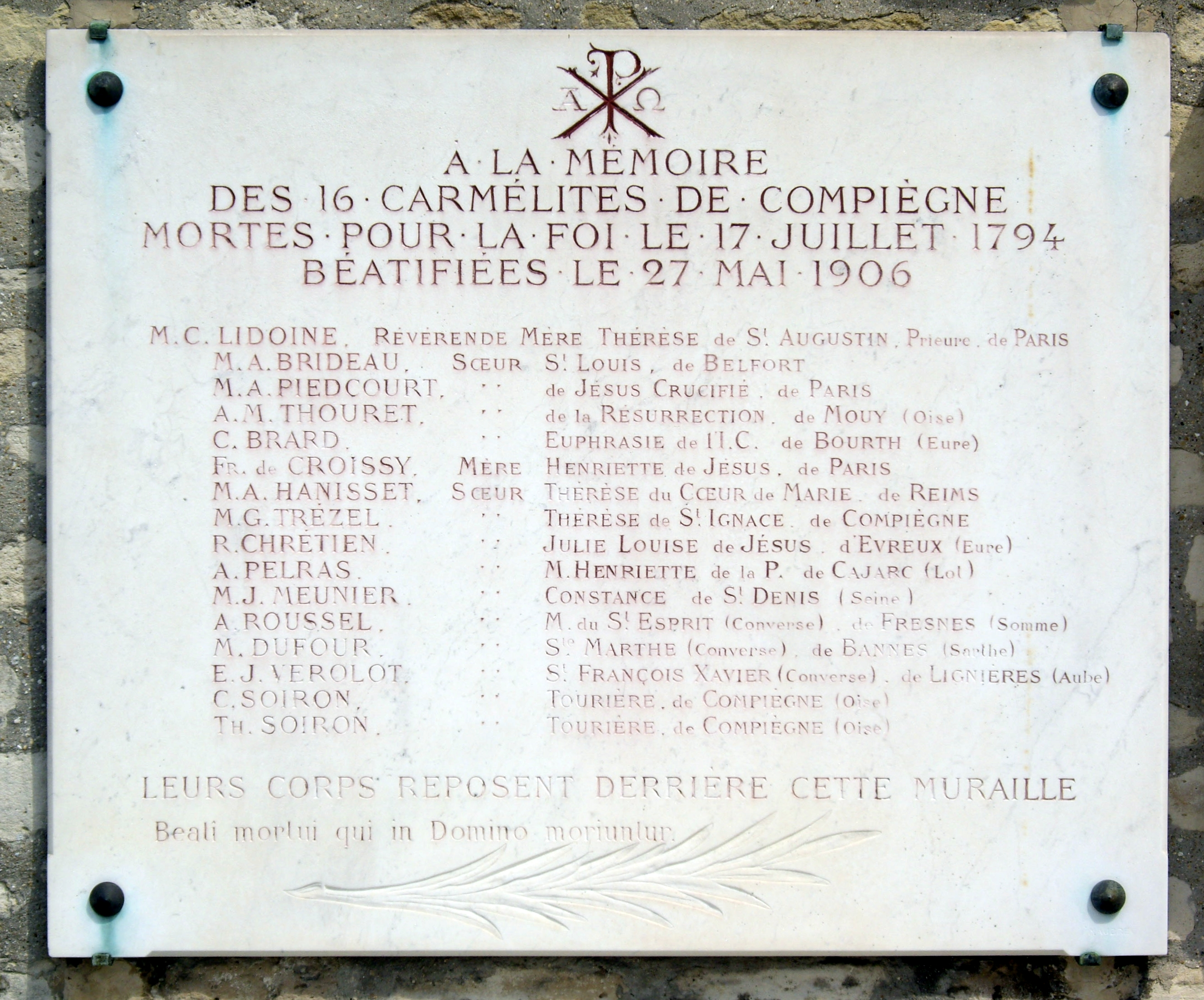
Mramorová náhrobní deska na pařížském hřbitově Picpus se jmény obětí

Mučednice z Compiègne nebo též (šestnáct) svatých karmelitek z Compiègne je souhrnné označení řádových sester karmelu v Compiègne, které byly za francouzské revoluce popraveny. Katolická církev je uctívá jako svaté mučednice.

## Průběh událostí
Dne 17. července 1794 byly bosé karmelitky v Paříži popraveny gilotinou, neboť odmítly porušit své řeholní sliby. Před popravou společně zpívaly hymnus Veni creator spiritus. Šestnáct mučednic z Compiègne nyní spočívá ve společném hrobě na pařížském Cimetière de Picpus.
Dne 27. května 1906 byly prohlášeny za blahoslavené a dne 18. prosince 2024 je papež František v Apoštolském paláci ekvivalentně svatořečil. Zobrazují se s atributy, které v křesťanské ikonografii patří mučedníkům: palmová ratolest a popraviště, pamětní den je 17. červenec.

## Jména
Jména šestnácti řádových sester:
- Sr. Saint Louis (Marie-Anne Brideau, 41 let)
- Sr. Euphrasie de l'Immaculée Conception (Marie Claude Cyprienne Brard, 57 let)
- Sr. Julie-Louise de Jésus (Rose Chrétien de Neuville, 53 let)
- Sr. Sainte Marthe (Marie Dufour, 51 let, laická sestra)
- Sr. Constance de Jésus (Marie-Geneviève Meunier, 28 let, novicka)
- Sr. Marie-Henriette de la Providence (Anne Pelras, 34 let)
- Sr. de Jésus Crucifié (Marie-Anne Piedcourt, 79 let)
- Sr. Marie du Saint-Esprit (Angélique Roussel, 52 let, laická sestra)
- M. Thérèse de Saint Augustin (Madeleine Claudine Lidoine, 41 let, sestra představená)
- Sr. Thérèse de Saint Ignace (Marie Gabrielle Trézel, 51 let)
- Sr. Charlotte de la Résurrection (Anne Marie Madeleine Françoise Thouret, 79 let)
- Sr. Saint François-Xavier (Juliette Verolot, 30 let, laická sestra)
- Sr. Thérèse du Coeur de Marie (Marie-Antoinette Hanisset, 52 let)
- Sr. Catherine (Catherine Soiron, 52 let, sestra)
- Sr. Thérèse (Thérèse Soiron, 43 let, sestra)
- M. Henriette de Jésus, předchozí sestra představená (Marie Françoise Gabrielle de Croissy, 49 let)

## Umělecké ztvárnění
Krutý osud šestnácti sester inspiroval v roce 1931 Gertrud von Le Fortovou k sepsání povídky Die Letzte am Schafott („Poslední na popravišti“), podle které Georges Bernanos napsal scénář Les Dialogues des Carmélites), který byl zpracován jako divadelní představení M. Tassencourtem a A. Béguinem.
Námět zpracoval také hudební skladatel Francis Poulenc ve své opeře Dialogues des Carmélites, která měla premiéru 26. ledna 1957 v milánském Teatro alla Scala.
Podle scénáře Philippa Agostiniho a Georgese Bernanose námět v roce 1960 zfilmovali Philippe Agostini a Raymond Leopold Bruckberger pod titulem Le Dialogue des Carmélites.

## Památka
V Karmelu v sousední vsi Jonquières, byl zřízen památník 16 mučednic z Compiègne a roku 2009 přestavěn. Tam byly uloženy a vystaveny zachráněné pamětní předměty panen z Vallée a jediné přeživší společenství, Sr. Marie de l'Incarnation, jako knihy, obrázky, rukopisy a relikviáře z konventu. Architektonické zpracování muzea má navozovat dojem vězeňské cely. Okružní prohlídka památníkem končí v bývalé kryptě přestavěné na kapli, zasvěcené Matce Boží, Marii, královně Mučedníků (Maria Regina Martyrum).